# Phare de Punta Chiquirin
Le phare de Punta Chiquirin (en espagnol : Faro de Punta Chiquirin) est un phare actif situé dans le Golfe de Fonseca dans le Département de La Unión au Salvador. Il est géré par l'Autorité portuaire de La Unión.

## Histoire
Le phare se trouve sur Punta El Chiquirín (en), le point le plus à l'ouest du Salvador, à environ 8 km au sud-est de La Unión. Il se trouve du côté ouest du golfe de Fonseca et guide les navires jusqu'au port.

## Description
Ce phare est une tour métallique à claire-voie, avec une galerie et une balise de 21 m de haut, montée sur une base en béton. La tour est peinte en blanc. Il émet, à une hauteur focale d'environ 21 m, un éclat blanc par période de 5 secondes. Sa portée est de 10 milles nautiques (environ 19 km).
Identifiant : ARLHS : ELS-002 - Amirauté : G3366 - NGA : 111-15384 .

### Lien connexe
- Liste des phares du Salvador